# Forts Maunsell

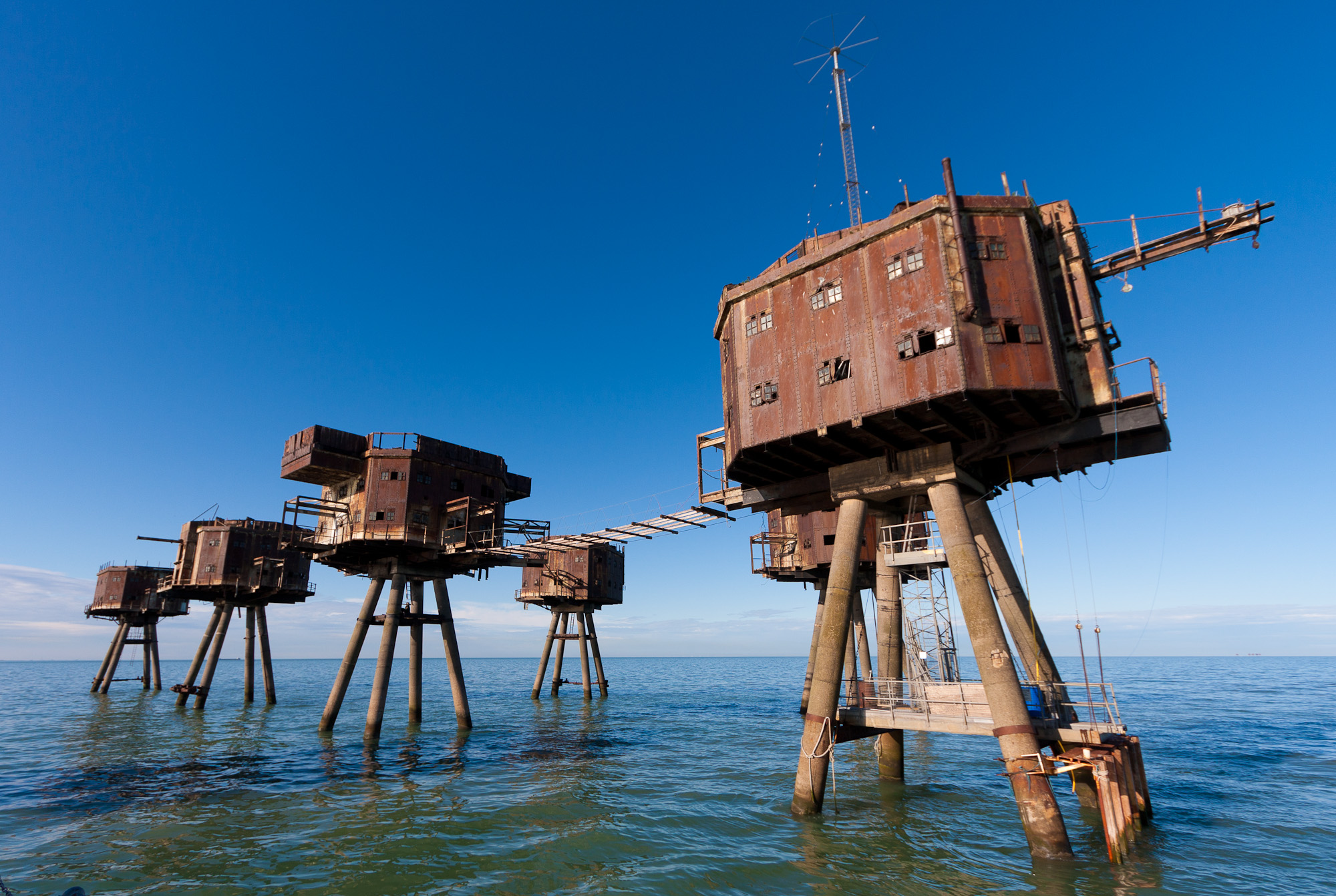
Forts armés métalliques Maunsell aujourd'hui.

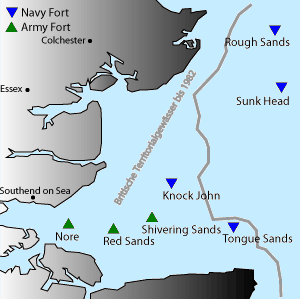
Localisation des forts

Étapes du positionnement par coulage des forts en béton

Les Forts Maunsell étaient des petites tours fortifiées marines construites au niveau de l’estuaire de la Tamise et de la Mersey durant la Seconde Guerre mondiale pour protéger le Royaume-Uni de toute invasion allemande. Ils tirent leur nom de leur concepteur Guy Maunsell. L’armée les a abandonnés à la fin des années 1950 et ils furent parfois utilisés pour d’autres activités. C’est ainsi que l’un d’eux est devenu une micronation non-indépendante, sous le nom de principauté de Sealand.
Ils ont été également utilisés comme bases pour des radios-pirates à l'époque de l'explosion de la pop music britannique des années 1960 (la Beatlemaia). Ils étaient une alternative plus robuste à l'emploi de bateaux émetteurs ancrés au large des eaux territoriales souvent malmenés par les tempêtes hivernales de la Manche et de la Mer du Nord. L'extension des eaux territoriales britanniques et des actions militaro-policières ont sonné la fin de cette utilisation à l'aube des années 1970

## Description
Les forts, construits par la Royal Navy, devaient surveiller la présence allemande et notamment la pose de mines marines par avion au niveau de l’estuaire qui approvisionnait toute la région de Londres. Deux sortes d'installations ont été construites : les naval forts, armés par des équipages de la Royal Navy et des army forts, occupés par des soldats de la British Army.
Il y avait quatre forts dits navals :
- Rough Sands (U1)
- Sunk Head (U2)
- Tongue Sands (U3)
- Knock John (U4)

Construite en béton armé, il s’agissait d’une plateforme avec deux tours cylindriques, d'un tonnage d'environ 4 500 tonnes. Ils étaient construits en cale sèche avant d’être remorqués à l’endroit souhaité. Une fois positionnés, ils étaient coulés (1942) sur des bancs de sable et seule la partie utile dépassait du niveau de la mer. Sur les tours, une plateforme à sept niveaux était bâtie, où prenaient places les quartiers de l'équipage et des officiers, les réserves d'obus et d'eau douce, une zone médicale, les repas. Ces tours étaient armées de deux canons antiaériens lourds de calibre de 94 mm QF 3,7 pouces aux extrémités de la plateforme ainsi que de deux canons Bofors anti-aériens de 40 mm.
Ils furent également équipés de radars pour améliorer la zone de couverture de détection au niveau de l’estuaire de la Tamise. Ces tours ont permis la destruction d'un Schnellboot.

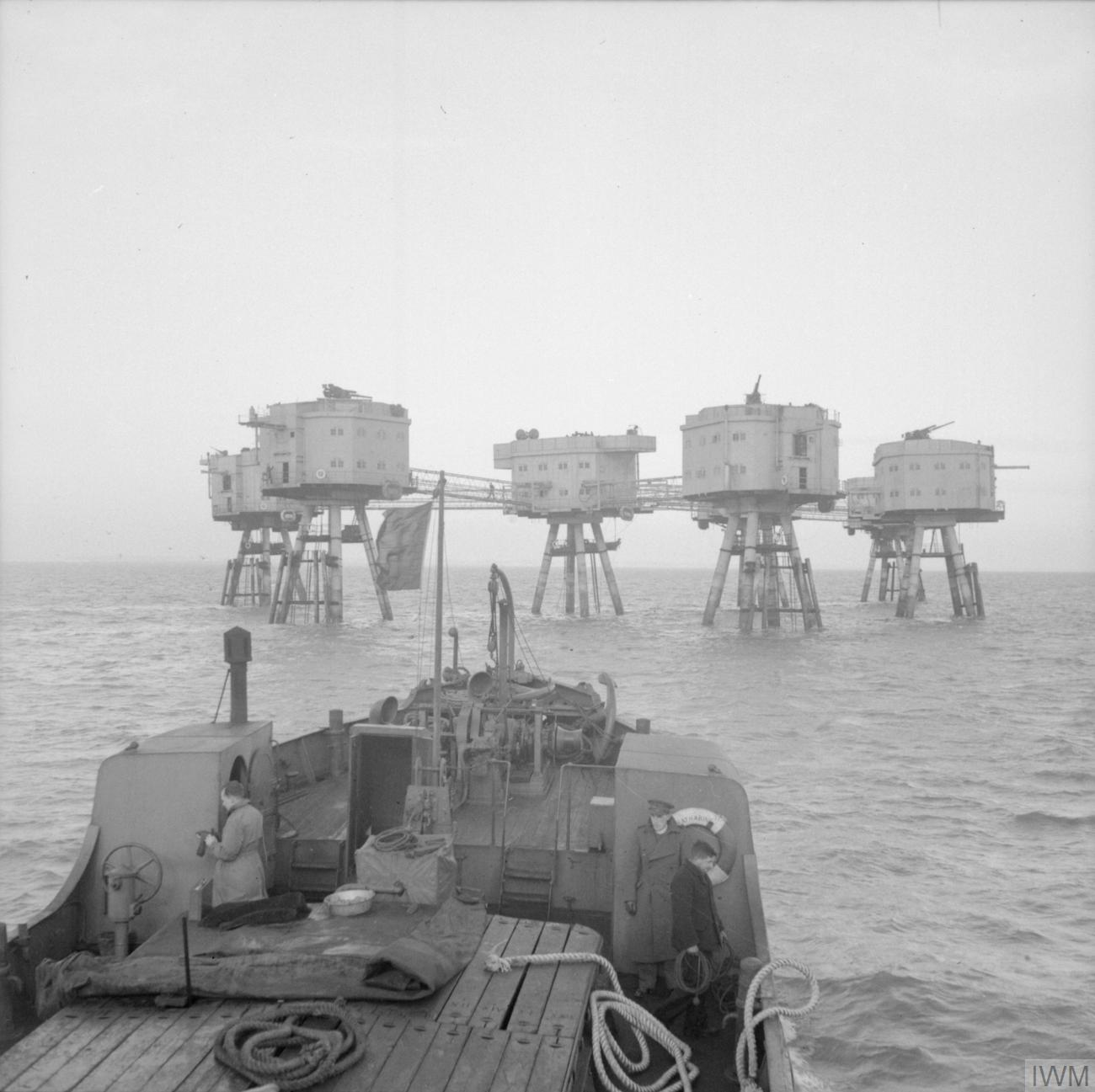
"Style militaire" fort.

Plus proches du rivage, les six army forts armés furent construits pour la seule protection aérienne et, en tant que tels, occupés par une troupe de soldats.
Trois de ces army forts se trouvaient dans l'estuaire de la Tamise : 
- Nore (U5),
- Red Sands (U6),
- Shivering Sands (U7)

Trois autres se trouvaient sur l’estuaire de la Mersey pour protéger les régions de Liverpool (tous trois démolis) :
- Tour antiaérienne Queens,
- Tour antiaérienne Formby,
- Tour antiaérienne Burbo.

Ces forts métalliques étaient constitués de sept plateformes interconnectées dont cinq étaient armées d'un canon anti-aérien lourd de calibre de 94 mm QF 3,7 pouces, une tour disposait de projecteurs pour le tir et la dernière était le centre de contrôle, équipé tout de même de deux canons Bofors anti-aériens de 40 mm.
Pendant la guerre, les forts abattirent 22 avions et 30 missiles V1 allemands.

## Histoire
Le fort Nore a été gravement endommagé en 1953 par une collision avec le bateau norvégien Baalbeck. Quatre civils furent tués. Les ruines furent enlevées entre 1959 et 1960 à cause du danger pour la navigation.
Une autre collision eut lieu en 1963 avec la tour Shivering Sands. Différentes radios s’installèrent ensuite sur les tours afin d’émettre sur toute la région. Le fort Tongue Sands fut détruit par une tempête en 1996.
Le fort naval Rough Sands a été proclamé par Paddy Roy Bates, État souverain sous le nom de Principauté de Sealand en 1967.
Des excursions au départ de Whitstable et de Herne Bay permettent de découvrir les forts.

## Galerie

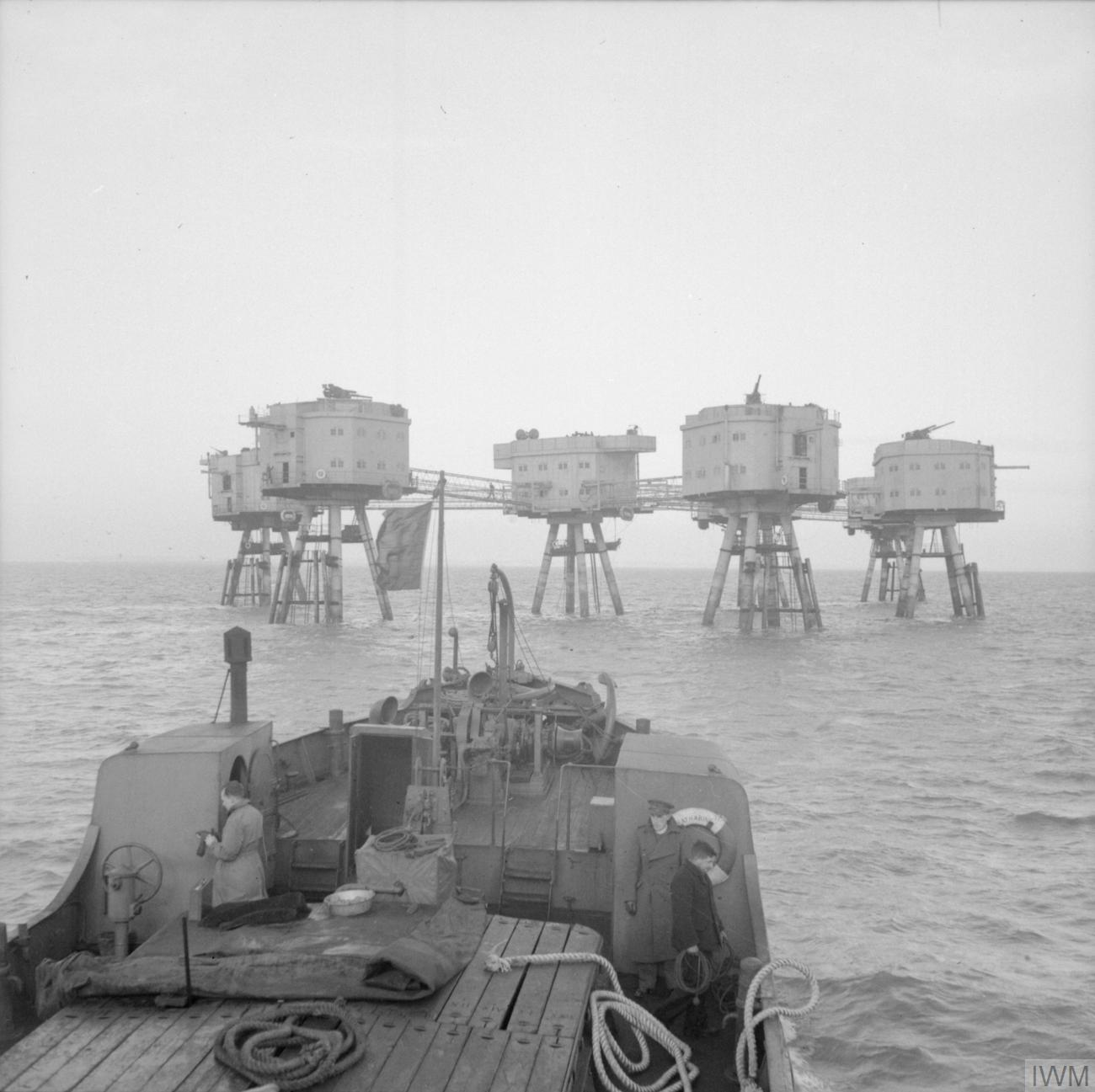
Army Fort Mansell pendant la guerre
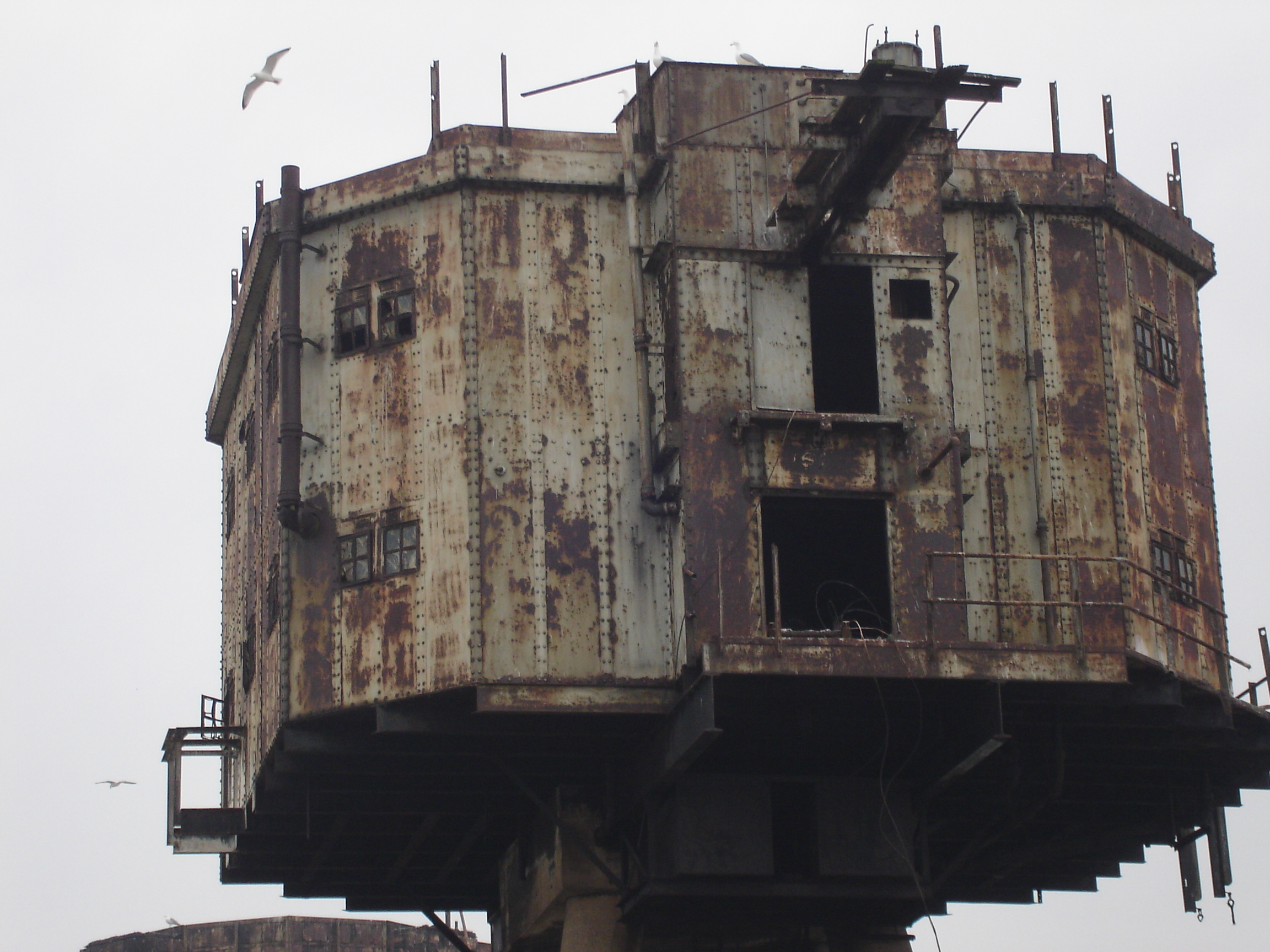
Un des forts armés métalliques Maunsell (appartenant aux army forts)
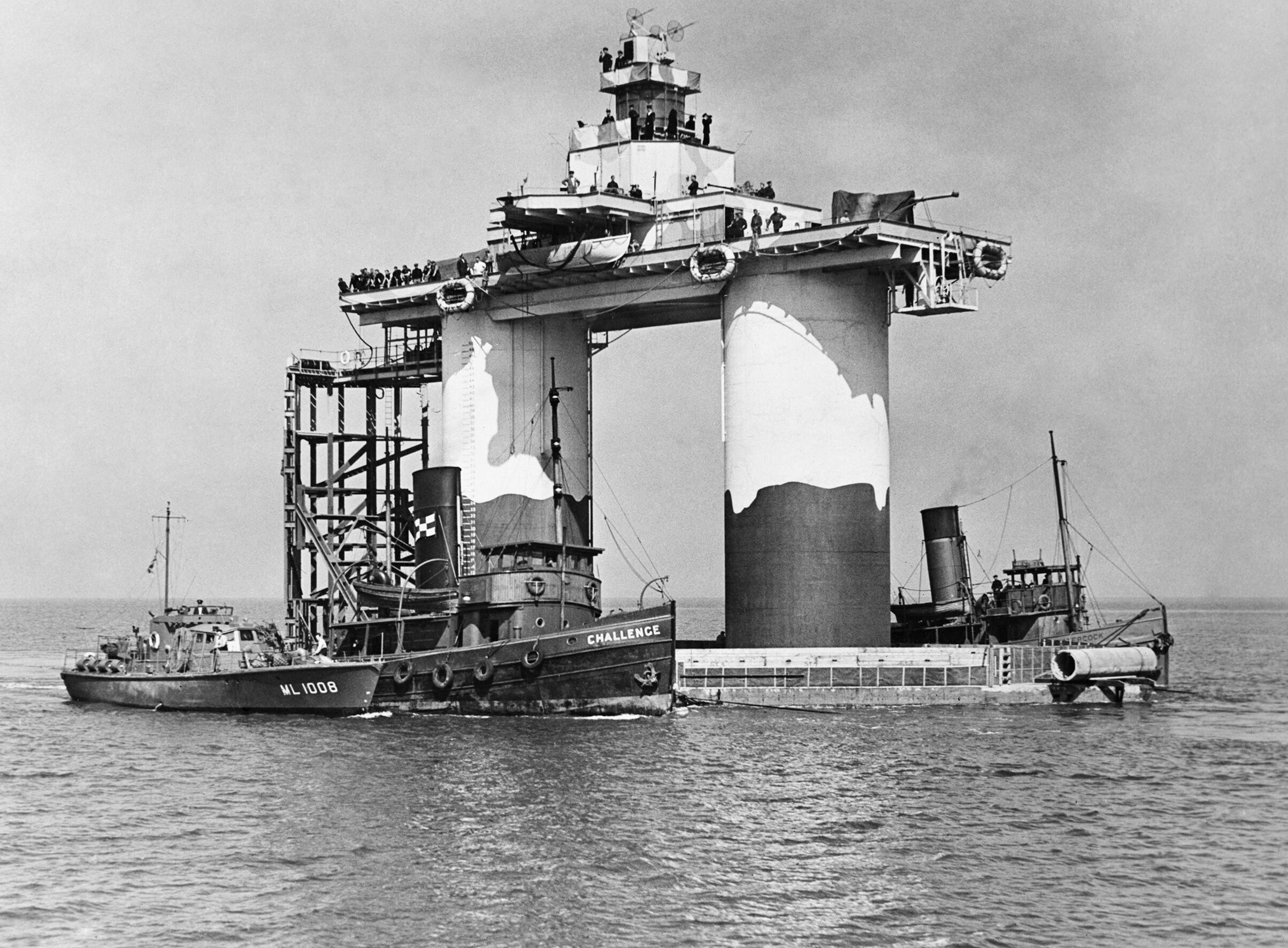
Un navy fort pendant la guerre
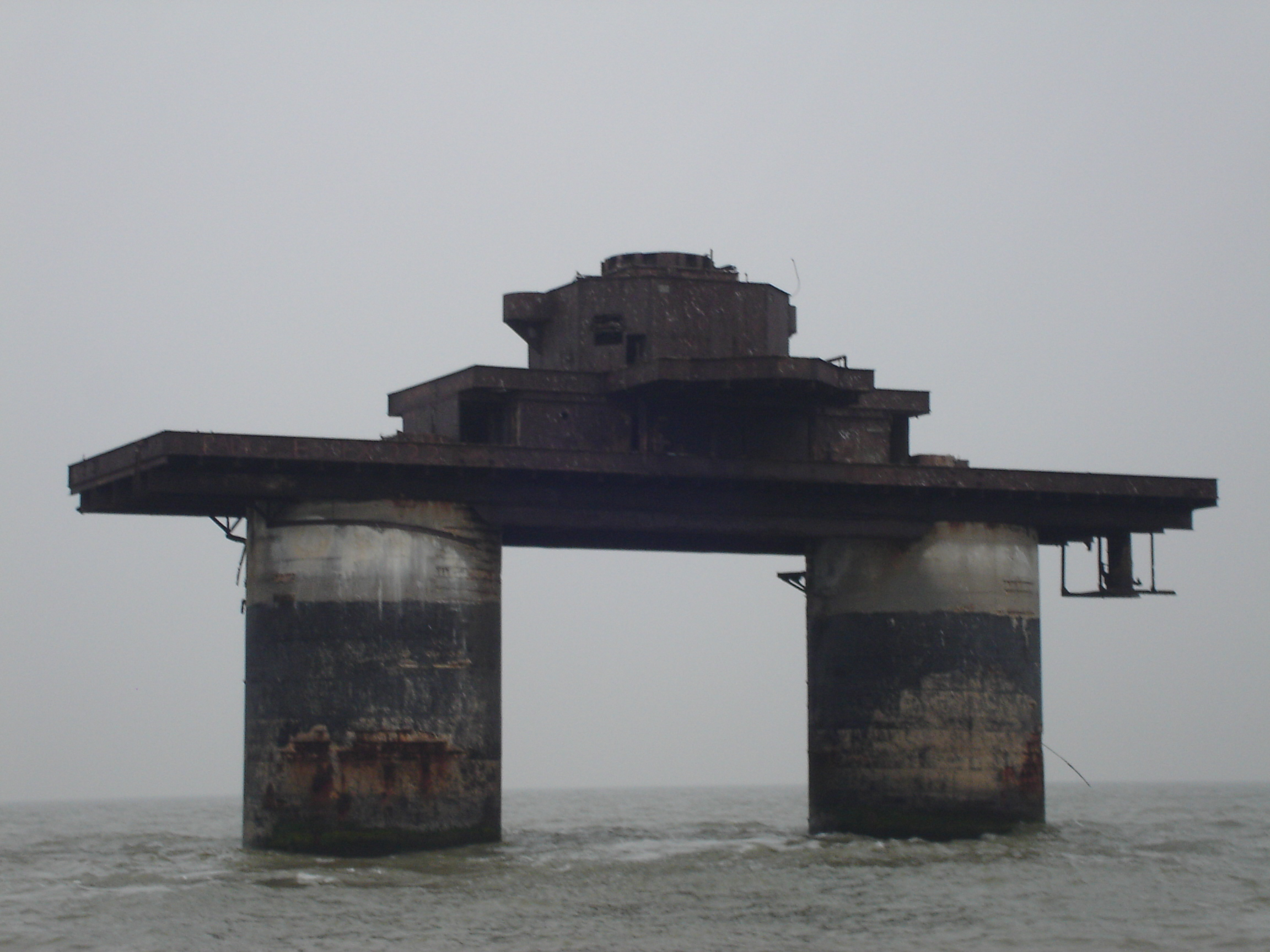
Naval fort Knock John (U4)